# Wavougué
Wavougué est une localité du département de Pabré, dans la province de Kadiogo (région Centre) au Burkina Faso. En 2006, cette localité comptait 845 habitants dont 52,7 % de femmes.